# Proposición 8 (California)

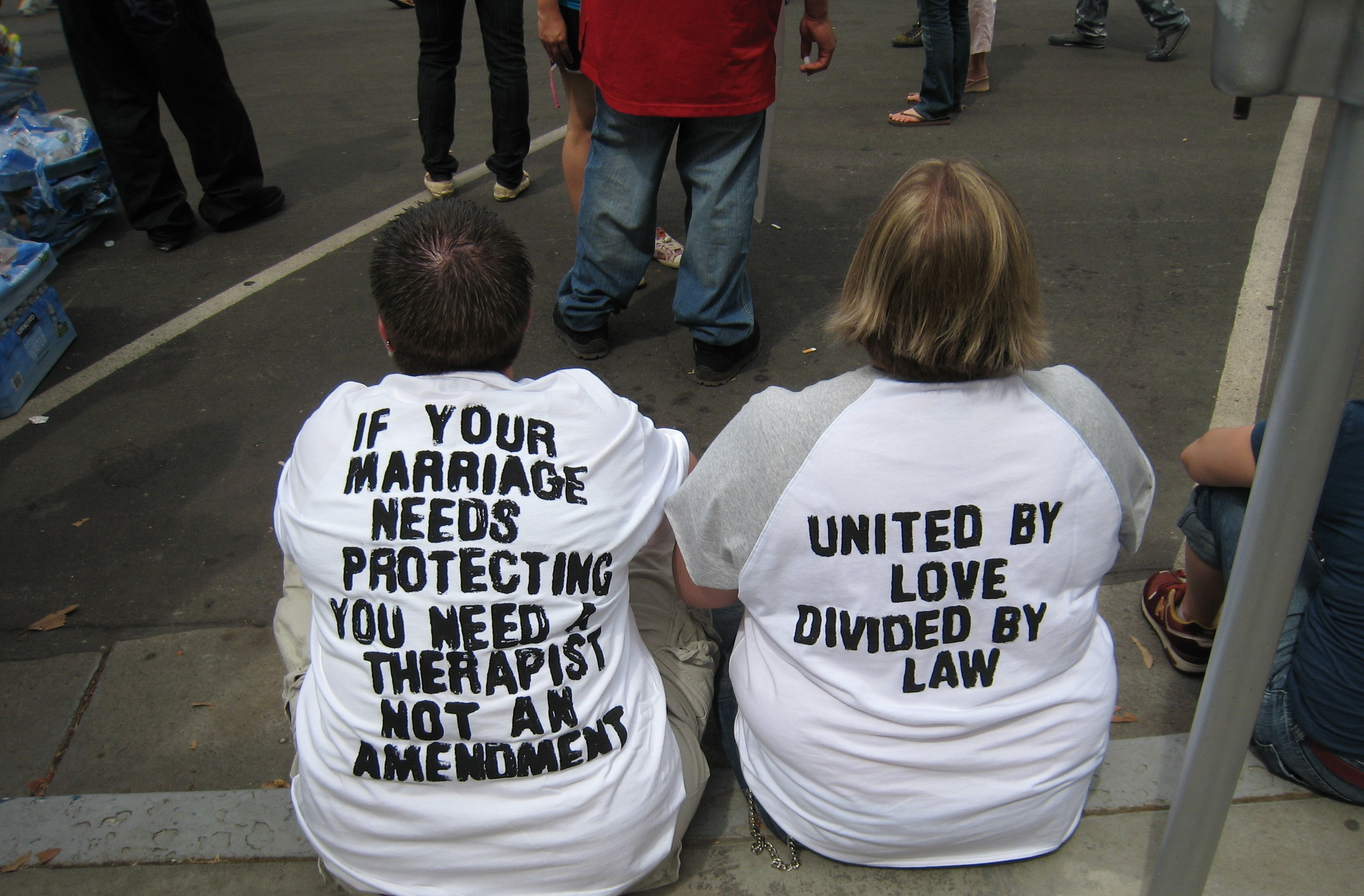
30 de mayo de 2009, California. Manifestación contra la proposición 8. Las camisetas dicen: "Si tu matrimonio necesita protección, necesitas un terapeuta, no una enmienda" y "unidas por amor, divididas por ley".

La proposición 8 fue un referéndum en las elecciones estatales de California, Estados Unidos, que eliminó el matrimonio igualitario en California. Posteriormente la proposición 8 fue anulada por los tribunales, y por otro referendo llamado Proposicion 3, realizado en 2024. En el referendo de 2024, el apoyo al matrimonio igualitario obtuvo el 63% de los votos.
La proposición 8 había añadido una sección en la constitución declarando que "sólo el matrimonio entre un hombre y una mujer es válido o reconocido en California," pretendiendo revocar la decisión previa del Tribunal Supremo del estado que legalizó el matrimonio igualitario.
La medida fue presentada para las elecciones estatales en noviembre titulada "Ley de Protección del Matrimonio en California". El título y el resumen fueron revisados por el fiscal general Jerry Brown para que todo fuese más "exacto y claro." El Tribunal Supremo de California falló a favor de estos cambios, declarando que, "El título y el resumen no eran falsos o engañosos, ya que se afirmaban que la Proposición 8 "eliminaba el derecho de las parejas del mismo sexo a contraer matrimonio" en California. El Tribunal Supremo de California había sostenido anteriormente de manera inequívoca que las parejas del mismo sexo tenían el derecho constitucional a contraer matrimonio en virtud de la Constitución de California". El 26 de junio de 2013 la Corte Suprema de los Estados Unidos finalmente dio su veredicto desestimando la proposición 8, volviendo a ser legal el matrimonio entre personas del mismo sexo en California. El 28 de junio de 2013, el tribunal federal de apelaciones del noveno circuito judicial levantó el bloqueo existente sobre la celebración de bodas homosexuales en California, tras la decisión de la Corte Suprema.

## Iniciativas
A finales de 2007 y 2008, por lo menos cuatro diferentes grupos patrocinaron nuevas iniciativas de votación para una enmienda constitucional que prohíbe matrimonios del mismo sexo. La que obtuvo más firmas, es la de la "Ley de Protección del Matrimonio de California" (oficialmente titulada; "Limitar el Matrimonio" en la Enmienda Constitucional por el fiscal general de California), auspiciado por ProtectMarriage.com. 
Durante el proceso de la iniciativa, en lo que es conocida como la Proposición 8 se le asignó el número 07-0068. Entre los patrocinadores individuales se encuentran Gail Knight, el viudo de Pete Knight, que patrocinó la Proposición 22. La propuesta rival, llamada la "Iniciativa para Proteger el Derecho del Matrimonio", patrocinada por la organización voteyesmarriage.com, no pudo obtener suficientes firmas, en la cual afirmaron que fue por la incapacidad de obtener los fondos.

## Propuesta de enmienda
Al ser aceptada la enmienda pasó por encima del fallo de In re Marriage Cases que revocó la ley de 1977 y la proposición 22 por ser inconstitucionales. La constitución, ya enmendada, añadió una nueva sección (Sección 7.5) al Artículo I, situándola entre la Cláusula Estatal de Protección Igual y sin discriminación en los negocios y las profesiones. La nueva sección dice:
Sólo el matrimonio entre un hombre y una mujer es válido o reconocido en California.
Según Joan Hollinger, un profesor de la Escuela de Leyes Boalt Hall en la Universidad de California, Berkeley, los "expertos constitucionales están de acuerdo con que la enmienda no puede ser eficaz con carácter retroactivo." El Instituto Williams en UCLA School of Law de forma conservadora estiman que más de 11.000 parejas del mismo sexo se han casado en California entre el 17 de junio y el 17 de septiembre de 2008.

## Encuestas
Se requiere una mayoría simple de votos para decretar una enmienda constitucional.
| Fecha de la encuesta        | Conducido por                         | Tamaño de la muestra (probablemente votantes) | A favor | En contra | Indecisos | Margen de Error |
| --------------------------- | ------------------------------------- | --------------------------------------------- | ------- | --------- | --------- | --------------- |
| 18–28 de octubre de 2008    | The Field Poll                        | 966                                           | 44%     | 49%       | 7%        | ±3.3%           |
| 12–19 de octubre de 2008    | Public Policy Institute of California | 1,186                                         | 44%     | 52%       | 4%        | ±3%             |
| 15–16 de octubre de 2008    | SurveyUSA                             | 615                                           | 48%     | 45%       | 7%        | ±4%             |
| 4–5 de octubre de 2008      | SurveyUSA                             | 670                                           | 47%     | 42%       | 10%       | ±3.9%           |
| 23–24 de septiembre de 2008 | SurveyUSA                             | 661                                           | 44%     | 49%       | 8%        | ±3.9%           |
| 9–16 de septiembre de 2008  | Public Policy Institute of California | 1,157                                         | 41%     | 55%       | 4%        | ±3%             |
| 5–14 de septiembre de 2008  | The Field Poll                        | 830                                           | 38%     | 55%       | 7%        | ±3.5%           |
| 12–19 de agosto de 2008     | Public Policy Institute of California | 1,047                                         | 40%     | 54%       | 6%        | ±3%             |
| 8–14 de julio de 2008       | The Field Poll                        | 672                                           | 42%     | 51%       | 7%        | ±3.9%           |
| 17–26 de mayo de 2008       | The Field Poll                        | 1,052                                         | 42%     | 51%       | 7%        | ±3.2%           |
| 21–22 de mayo de 2008       | Los Angeles Times/KTLA                | 705                                           | 54%     | 35%       | 11%       | ±4%             |

## Resultado
El 4 de noviembre de 2008 la proposición 8 fue aprobada por un 52.5% contra el 47.5% por lo que la constitución de California invalidó los matrimonios igualitarios celebrados hasta ese momento. 

## Reacciones
Tras la publicación de los resultados se produjo manifestaciones de opositores a la proposición. Algunas de estas movilizaciones se han centrado en los grupos que apoyaron la proposición, como La Iglesia de Jesucristo de los Santos de los Últimos Días. Por otra parte, algunos de los grupos que se oponían a la proposición han iniciado medidas legales en contra de ésta. El gobernador del estado, Arnold Schwarzenegger, intervino para animar a los grupos de apoyo al matrimonio igualitario a que prosigan su lucha.